# D-8
D-8 (ros. Д-8) – radziecki lekki rozpoznawczy samochód pancerny z okresu międzywojennego.

## Historia konstrukcji
Pod koniec lat dwudziestych w Armii Czerwonej utworzono pierwsze jednostki zmotoryzowane, które wyposażono m.in. w samochody pancerne BA-27, które miały służyć do działań rozpoznawczych. Okazało się samochody te są zbyt ciężkie, dlatego też dowództwo zgłosiło zapotrzebowanie na nowy typ rozpoznawczego samochodu pancernego o niewielkich rozmiarach, uzbrojony w 1 lub 2 karabiny maszynowe, który mógłby służyć do rozpoznania, ochrony i łączności.
Projekt takiego samochodu opracował inż. N.I. Dyrenkow z Gorkowskich Zakładów Samochodowych i został on oznaczony jako D-8 (od nazwiska twórcy). Został on oparty na konstrukcji produkowanego na licencji samochodu GAZ-A (Ford-A). Samochód został opancerzony za pomocą arkuszy blachy pancernej utwardzanej termicznie. Samochód został uzbrojony w dwa karabiny maszynowe DT kal. 7,62 mm umieszczone na stałe w ścianach samochodu. Oba karabiny obsługiwał strzelec siedzący za kierowcą.
W latach 1932–1934 wyprodukowano niewielką serię liczącą 25 sztuk samochodów. Później zaniechano jego produkcji wobec wprowadzenia do produkcji seryjnej samochodu pancernego FAI o zbliżonym przeznaczeniu.
Opracowano również drugą wersję tego samochodu wyposażoną w przeciwlotniczy karabin maszynowy usytuowany na dachu pojazdu oraz zmienionym kształcie zlikwidowano natomiast jedno stanowisko karabinu maszynowego w ścianie samochodu. Ta wersja została oznaczona jako D-12.

## Użycie
Samochody pancerne D-8 w 1933 zaczęto wprowadzać na wyposażenie jednostek zmechanizowanych.
Po wybuchu wojny domowej w Hiszpanii, kilka z tych samochodów wysłano do Hiszpanii, gdzie używała ich armia republikańska w walkach z wojskami frankistowskimi. Kierowcami byli ochotnicy z ZSRR.
Po raz ostatni samochodów tych użyto w walkach w trakcie wojny zimowej pomiędzy ZSRR a Finlandią. Większość z nich została wtedy zniszczona. Jeden został zdobyty przez armię fińską i był używany do 1943 roku.